# Otomeria cameronica
Otomeria cameronica är en måreväxtart som först beskrevs av Cornelis Eliza Bertus Bremekamp, och fick sitt nu gällande namn av Frank Nigel Hepper. Otomeria cameronica ingår i släktet Otomeria och familjen måreväxter. Inga underarter finns listade i Catalogue of Life.